# Catania Società Sportiva Dilettantistica 2022-2023
Questa voce raccoglie le informazioni riguardanti il Catania S.S.D. nelle competizioni ufficiali della stagione 2022-2023.

## Stagione
In seguito al fallimento della società, nel maggio del 2022 il Comune di Catania indice una "procedura esplorativa per l'acquisizione di manifestazioni d'interesse" per la formazione di una nuova società che continui la tradizione del club etneo e garantisca la ripartenza dalla Serie D. In seguito alla presentazione e valutazione di cinque diverse offerte, il 24 giugno seguente viene annunciata la scelta da parte del Comune di affidarsi al gruppo dell'imprenditore italo-australiano Ross Pelligra. Il 13 luglio successivo viene ufficialmente costituita la nuova società, chiamata Catania Società Sportiva Dilettanstica: Pelligra ottiene così la carica di Presidente del Consiglio di Amministrazione del club: con lui, anche l'ex-calciatore Vincenzo Grella, che ricopre la carica di vice-presidente e Amministratore Delegato. Il ruolo di Direttore Generale passa a Luca Carra, in precedenza al Parma, mentre la scelta per il ruolo di Direttore Sportivo ricade su Antonello Laneri. Dopo alcune settimane di accurata scelta, il club affida la panchina a Giovanni Ferraro, che nella stagione precedente aveva condotto il Giugliano alla vittoria del Girone G di Serie D e alla conseguente promozione in C. Infine, entrano a far parte della nuova amministrazione anche alcuni ex-giocatori del Catania, fra cui Marco Biagianti, in qualità di team manager, e Michele Zeoli, nel ruolo di vice-allenatore.
Il 3 agosto seguente, parte il ritiro a Ragalna e vengono ufficializzati i ritorni di Francesco Lodi, Giuseppe Rizzo, Giulio Frisenna, Simone Pino e Andrea Russotto, tutti già in rossazzurro negli anni precedenti. Tra gli altri colpi di mercato, spiccano i nomi di Giuseppe Giovinco (fratello del più famoso Sebastian), Francesco Rapisarda e Giuseppe De Luca, tutti giocatori provenienti dalla terza serie. Il 4 agosto, la FIGC e la LND danno il via libera all'iscrizione in sovrannumero dei siciliani al campionato di Serie D 2022-2023.
Il Catania stabilisce il record di abbonamenti venduti in una sola stagione in Serie D di 11 427 per la corrente stagione 2022-2023, campagna abbonamenti chiusa il 9 ottobre 2022.

## Divise e sponsor
Per la stagione 2022-2023, lo sponsor tecnico del Catania è l'azienda italiana Erreà, mentre gli sponsor di maglia sono: SuperConveniente (main sponsor), Funivia dell'Etna (second sponsor), Trilogy (back shirt sponsor), Bacco (sleeve sponsor), Replay (official demin partner), SE.CO.RI. (short sponsor).
Sono presentate tre maglie. La prima disegnata con il classico modello palato rossazzurro, con un colletto bianco. La divisa da trasferta è bianca, con le maniche con strisce strette e verticali rosse e azzurre. La terza tenuta di gioco, presentata successivamente alle prime due e utilizzata anche dai portieri, richiama i colori della pietra lavica e della lava del vulcano Etna, con risvolti azzurri a maniche e colletto.
| 1ª divisa | 2ª divisa | 3ª divisa |

## Organigramma societario
ORGANI DI AMMINISTRAZIONE E CONTROLLO
Consiglio di amministrazione
- Presidente: Rosario Pelligra
- Vice presidente e Amministratore delegato: Vincenzo Grella
- Consigliere d'amministrazione: Giovanni Caniglia (fino al 5 maggio 2023) [17]

Collegio sindacale
- Organo vacante

AREE E MANAGEMENT
Area gestione aziendale
- Direttore generale: Luca Carra
- Responsabile amministrativo: Carmelo Milazzo
- Segretaria di direzione: Elvira Strano
- Consulente legale: Dario Motta
- Supporter liaison officer: Giuseppe Franchina
- Responsabile del servizio di prevenzione e protezione: Mario Drago
- Delegato gestione evento: Antonio Russo
- Addetto alla manutenzione: Enzo Longhitano
- Magazzinieri: Giuseppe Motta, Maurizio Bonfiglio

Area comunicazione
- Responsabile comunicazione: Angelo Scaltriti
- Social media manager: Francesco Becciani
- Fotografo: Filippo Galtieri
- Videomaker: Alfio Distefano

Area Marketing
- Responsabile marketing: Sergio Muratore
- Addetto marketing: Alessandro Galiano
- Responsabile merchandising: Francesco Oceano

Area sportiva
- Direttore sportivo: Antonello Laneri
- Collaboratore area tecnica: Fabio Arena
- Osservatore: Massimo Varini
- Responsabile settore giovanile: Orazio Russo
- Responsabile dipartimento femminile: Massimiliano Borbone
- Segretario settore giovanile e dipartimento femminile: Pino Fichera
- Coordinatore area preparazione atletica e high performance: Giovanni Petralia
- Segretario sportivo: Emanuele Passanisi
- Team manager: Marco Biagianti

Area tecnica
Staff tecnico
- Allenatore: Giovanni Ferraro
- Vice-allenatore: Michele Zeoli
- Collaboratore tecnico: Emanuele Catania
- Match analyst: Ivan Francesco Alfonso
- Allenatore dei portieri: Matteo Tomei
- Preparatori atletici: Gaetano Toto, Giuseppe Di Mauro

Area sanitaria
- Responsabile sanitario: Carmelo Amato
- Responsabile area medica e riabilitazione: Francesco Riso
- Responsabile fisioterapisti: Alessio Agostino
- Fisioterapisti: Massimiliano Alizzio, Alberto Palumbo
- Massoterapista: Daniele Torrisi
- Osteopata: Angelo Fangano
- Medico nutrizionista: Antonio Siedita

## Rosa
Rosa aggiornata al 23 aprile 2023.
| N. |                     | Ruolo | Calciatore                     |
| -- | ------------------- | ----- | ------------------------------ |
| 1  | Lettonia (bandiera) | P     | Klāvs Bethers                  |
| 2  | Italia (bandiera)   | D     | Aniello Boccia                 |
| 3  | Kosovo (bandiera)   | D     | Donart Lubishtani              |
| 4  | Italia (bandiera)   | D     | Michele Somma                  |
| 5  | Italia (bandiera)   | D     | Francesco Rapisarda            |
| 6  | Italia (bandiera)   | D     | Simone Pino                    |
| 7  | Italia (bandiera)   | A     | Andrea Russotto                |
| 8  | Italia (bandiera)   | C     | Orazio Di Grazia               |
| 9  | Italia (bandiera)   | A     | Gianluca Litteri               |
| 10 | Italia (bandiera)   | C     | Francesco Lodi (capitano)      |
| 11 | Italia (bandiera)   | A     | Michele Forchignone            |
| 12 | Italia (bandiera)   | P     | Giuseppe Enea Bollati          |
| 13 | Italia (bandiera)   | D     | Michele Ferrara                |
| 14 | Italia (bandiera)   | C     | Cristiano Bani                 |
| 15 | Italia (bandiera)   | A     | Lorenzo Privitera              |
| 16 | Italia (bandiera)   | C     | Alessandro Russotto            |
| 17 | Italia (bandiera)   | A     | Giuseppe De Luca               |
| 18 | Italia (bandiera)   | C     | Giuseppe Rizzo (vice capitano) |

| N. |                    | Ruolo | Calciatore             |
| -- | ------------------ | ----- | ---------------------- |
| 19 | Italia (bandiera)  | D     | Giorgio Chinnici       |
| 19 | Italia (bandiera)  | D     | Davide Pappalardo      |
| 20 | Italia (bandiera)  | A     | Clarence Corallo       |
| 21 | Italia (bandiera)  | D     | Alessio Pedicone       |
| 22 | Italia (bandiera)  | P     | Alessandro Groaz       |
| 23 | Italia (bandiera)  | C     | Marco Palermo          |
| 24 | Italia (bandiera)  | C     | Mattia Vitale          |
| 26 | Italia (bandiera)  | D     | Filippo Lorenzini      |
| 27 | Italia (bandiera)  | D     | Alessio Castellini     |
| 30 | Italia (bandiera)  | A     | Vincenzo Sarno         |
| 31 | Italia (bandiera)  | A     | Marco Chiarella        |
| 32 | Italia (bandiera)  | A     | Giuseppe Giovinco      |
| 33 | Italia (bandiera)  | C     | Simone Buffa           |
| 35 | Italia (bandiera)  | A     | Alessandro De Respinis |
| 45 | Italia (bandiera)  | C     | Gennaro Scognamiglio   |
| 70 | Italia (bandiera)  | C     | Simone Baldassar       |
| 79 | Brasile (bandiera) | A     | Jefferson              |
| 99 | Italia (bandiera)  | A     | Manuel Sarao           |

## Calciomercato

### Sessione estiva(dall'1/7 al 16/9)
| Acquisti | Acquisti             | Acquisti            | Acquisti   |
| R.       | Nome                 | da                  | Modalità   |
| -------- | -------------------- | ------------------- | ---------- |
| P        | Klavs Bethers        | Piacenza            | prestito   |
| P        | Alessandro Groaz     | Triestina           | prestito   |
| D        | Filippo Lorenzini    |                     | svincolato |
| D        | Michele Ferrara      | Pergolettese        | definitivo |
| D        | Alessio Castellini   | Brescia             | definitivo |
| D        | Simone Pino          |                     | svincolato |
| D        | Giorgio Chinnici     | Gelbison            | definitivo |
| D        | Francesco Rapisarda  | Triestina           | definitivo |
| D        | Aniello Boccia       | Juve Stabia         | definitivo |
| D        | Donart Lubishtani    | Inter               | definitivo |
| D        | Michele Somma        | Palermo             | definitivo |
| C        | Francesco Lodi       | Acireale            | definitivo |
| C        | Alessandro Russotto  | Team Altamura       | definitivo |
| C        | Giuseppe Rizzo       | Pescara             | definitivo |
| C        | Marco Palermo        | Latina              | definitivo |
| C        | Orazio Di Grazia     |                     | svincolato |
| C        | Giulio Frisenna      | Città di Sant'Agata | definitivo |
| C        | Cristiano Bani       | Siena               | definitivo |
| C        | Mattia Vitale        | Sampdoria           | prestito   |
| C        | Simone Buffa         |                     | svincolato |
| C        | Gennaro Scognamiglio | Cavese              | prestito   |
| A        | Andrea Russotto      |                     | svincolato |
| A        | Michele Forchignone  | Sassuolo            | prestito   |
| A        | Giuseppe Giovinco    | Taranto             | definitivo |
| A        | Giuseppe De Luca     | Triestina           | definitivo |
| A        | Manuel Sarao         | Gubbio              | definitivo |
| A        | Gianluca Litteri     | Triestina           | definitivo |
| A        | Marco Chiarella      | Pescara             | definitivo |

| Cessioni | Cessioni          | Cessioni           | Cessioni   |
| R.       | Nome              | a                  | Modalità   |
| -------- | ----------------- | ------------------ | ---------- |
| C        | Giulio Frisenna   | Licata             | definitivo |
| A        | Giuseppe Giovinco | Virtus Francavilla | definitivo |
| C        | Kevin Biondi      | Virtus Francavilla | prestito   |

### Operazioni successive alla sessione estiva
| Acquisti | Acquisti         | Acquisti | Acquisti   |
| R.       | Nome             | da       | Modalità   |
| -------- | ---------------- | -------- | ---------- |
| D        | Alessio Pedicone |          | svincolato |
| A        | Jefferson        |          | svincolato |
| A        | Vincenzo Sarno   |          | svincolato |

| Cessioni | Cessioni | Cessioni | Cessioni |
| R.       | Nome     | a        | Modalità |
| -------- | -------- | -------- | -------- |

### Sessione di dicembre(dall'1/12 al 23/12)
| Acquisti | Acquisti | Acquisti | Acquisti |
| R.       | Nome     | da       | Modalità |
| -------- | -------- | -------- | -------- |

| Cessioni | Cessioni         | Cessioni | Cessioni   |
| R.       | Nome             | a        | Modalità   |
| -------- | ---------------- | -------- | ---------- |
| D        | Giorgio Chinnici | Acireale | definitivo |

### Sessione invernale(dal 2/01 al 31/01)
| Acquisti | Acquisti               | Acquisti         | Acquisti   |
| R.       | Nome                   | da               | Modalità   |
| -------- | ---------------------- | ---------------- | ---------- |
| C        | Simone Baldassar       | Pordenone        | prestito   |
| A        | Alessandro De Respinis | Sangiuliano City | definitivo |

| Cessioni | Cessioni        | Cessioni | Cessioni   |
| R.       | Nome            | a        | Modalità   |
| -------- | --------------- | -------- | ---------- |
| D        | Michele Ferrara | Messina  | definitivo |
| D        | Simone Pino     |          | svincolato |
| C        | Cristiano Bani  | Imolese  | definitivo |

## Risultati

### Serie D

#### Girone di andata
| Arbitro: | Di Mario (Ciampino) |

|  |           |                   |
|  | Marcatori | 8’ Lodi 27’ Sarao |

| Arbitro: | Manzo (Torre Annunziata) |

|                                       |           |                    |
| Rapisarda 13’ An. Russotto 84’ (rig.) | Marcatori | 58’ (rig.) Carbone |

| Arbitro: | Poli (Verona) |

|                |           |                       |
| Ouattara 90+5’ | Marcatori | 22’ Rizzo 89’ De Luca |

| Arbitro: | Picardi (Viareggio) |

|                                         |           |  |
| Vitale 5’ Jefferson 60’ Forchignone 79’ | Marcatori |  |

| Arbitro: | Pasculli (Como) |

|                                               |           |  |
| Sarao 53’ Sarno 62’ Jefferson 71’ (rig.), 75’ | Marcatori |  |

| Arbitro: | Gasperotti (Rovereto) |

|                   |           |                               |
| Mendigutxia 45+1’ | Marcatori | 42’ Vitale 57’ (rig.) De Luca |

| Arbitro: | Fantozzi (Civitavecchia) |

|                                  |           |  |
| Dodaro 66’ (aut.) Giovinco 90+1’ | Marcatori |  |

| Arbitro: | Colaninno (Nola) |

|  |           |                                                          |
|  | Marcatori | 29’ Sarao 37’ (rig.) Lodi 86’ Jefferson 87’ An. Russotto |

| Arbitro: | Silvestri (Roma) |

|                                               |           |                                  |
| Rapisarda 18’ Vitale 35’ Jefferson 73’ (rig.) | Marcatori | 55’ Scolaro 80’ (rig.) Bonfiglio |

| Cittanova 6 novembre 2022, ore 14:30 CET 10ª giornata | Cittanova     | 0 – 0 referto | Catania | Stadio comunale Morreale-Proto (1 600 spett.)\| Arbitro: \| Nigro (Prato) \| |
| Arbitro:                                              | Nigro (Prato) |               |         |                                                                              |

| Arbitro: | Cappai (Cagliari) |

|                                |           |  |
| Rizzo 45+1’ Jefferson 67’, 74’ | Marcatori |  |

| Arbitro: | Zago (Conegliano) |

|               |           |             |
| Emmanouil 64’ | Marcatori | 46’ Palermo |

| Arbitro: | Tona Mbei (Cuneo) |

|                      |           |  |
| Cannino 45+1’ (aut.) | Marcatori |  |

| Arbitro: | Esposito (Napoli) |

|          |           |           |
| Zerbo 8’ | Marcatori | 23’ Somma |

| Arbitro: | Gavini (Aprilia) |

|               |           |  |
| Rapisarda 58’ | Marcatori |  |

| Arbitro: | Maccorin (Pordenone) |

|                         |           |             |
| Bonanno 36’ Tandara 76’ | Marcatori | 38’ Palermo |

| Arbitro: | Viapiana (Catanzaro) |

|                       |           |                    |
| Palermo 49’ Rizzo 51’ | Marcatori | 33’ (rig.) Kosovan |

#### Girone di ritorno
| Arbitro: | Torreggiani (Civitavecchia) |

|                                                |           |  |
| Lodi 22’ (rig.) Chiarella 29’ An. Russotto 37’ | Marcatori |  |

| Arbitro: | Angelillo (Nola) |

|            |           |                                        |
| Fiumara 7’ | Marcatori | 2’ An. Russotto 20’ Vitale 88’ De Luca |

| Arbitro: | Catanzaro (Catanzaro) |

|                                                    |           |           |
| Sarao 5’ Vitale 8’ Palermo 78’ Giovinco 83’ (rig.) | Marcatori | 34’ Saito |

| Arbitro: | Acquafredda (Molfetta) |

|  |           |                           |
|  | Marcatori | 59’ De Luca 66’ Chiarella |

| Arbitro: | Drigo (Portogruaro) |

|  |           |                              |
|  | Marcatori | 38’ De Luca 88’ An. Russotto |

| Arbitro: | Migliorini (Verona) |

|                                |           |             |
| Chiarella 48’ Sarno 73’ (rig.) | Marcatori | 14’ Maydana |

| Arbitro: | Caruso (Viterbo) |

|  |           |                                                  |
|  | Marcatori | 6’ Chiarella 31’ De Luca 67’ Sarao 86’ Rapisarda |

| Arbitro: | Ursini (Pescara) |

|                  |           |  |
| Palermo 58’, 69’ | Marcatori |  |

| Arbitro: | Totaro (Lecce) |

|               |           |                       |
| Scolaro 90+3’ | Marcatori | 60’ Sarao 63’ De Luca |

| Arbitro: | Di Loreto (Terni) |

|                   |           |  |
| Lodi 90+5’ (rig.) | Marcatori |  |

| Arbitro: | Eremitaggio (Ancona) |

|                     |           |                                                |
| C. Gueye 26’ (rig.) | Marcatori | 17’ Sarao 64’ Palermo 71’ Jefferson 86’ Vitale |

| Arbitro: | Aldi (Lanciano) |

|                                  |           |  |
| Chiarella 19’ An. Russotto 90+6’ | Marcatori |  |

| Arbitro: | D'Ambrosio Giordano (Collegno) |

|  |           |                  |
|  | Marcatori | 71’ An. Russotto |

| Arbitro: | Bianchi (Prato) |

|                                          |           |                                     |
| Brumat 19’ (aut.) Giovinco 57’ Sarao 63’ | Marcatori | 3’ Baglione 85’ Testoni 87’ Bonanno |

| Arbitro: | Bortolussi (Nichelino) |

|             |           |                                            |
| Gassama 56’ | Marcatori | 10’ Rapisarda 74’ An. Russotto 83’ De Luca |

| Arbitro: | Peletti (Crema) |

|                         |           |  |
| Sarao 45’ Rapisarda 65’ | Marcatori |  |

| Arbitro: | Cerea (Bergamo) |

|            |           |  |
| Catania 8’ | Marcatori |  |

#### Fase a gironi
| Arbitro: | Pizzi (Bergamo) |

|  |           |                           |
|  | Marcatori | 73’ Scala 90+1’ La Monica |

| Arbitro: | Marra (Mantova) |

|             |           |                           |
| Felleca 69’ | Marcatori | 75’ Litteri 90+1’ Palermo |

### Coppa Italia Serie D

#### Turno preliminare
| Arbitro: | Fichera (Milano) |

|                                                                           |                      |                                                                    |
| Dolenti Tuccio Apostolos Baglione Torregrossa Calabrese Garofalo Di Marco | Tiri di rigore 7 – 6 | Palermo Lorenzini Castellini Bani Sarao Forchignone Rizzo Chinnici |

## Statistiche

### Statistiche di squadra
| Competizione         | Punti | In casa | In casa | In casa | In casa | In casa | In casa | In trasferta | In trasferta | In trasferta | In trasferta | In trasferta | In trasferta | Totale | Totale | Totale | Totale | Totale | Totale | DR  |
| Competizione         | Punti | G       | V       | N       | P       | Gf      | Gs      | G            | V            | N            | P            | Gf           | Gs           | G      | V      | N      | P      | Gf     | Gs     | DR  |
| -------------------- | ----- | ------- | ------- | ------- | ------- | ------- | ------- | ------------ | ------------ | ------------ | ------------ | ------------ | ------------ | ------ | ------ | ------ | ------ | ------ | ------ | --- |
| Serie D              | 88    | 17      | 16      | 1       | 0       | 40      | 9       | 17           | 12           | 3            | 2            | 34           | 11           | 34     | 28     | 4      | 2      | 74     | 20     | +54 |
| Poule Scudetto       | 3     | 1       | 0       | 0       | 1       | 0       | 2       | 1            | 1            | 0            | 0            | 2            | 1            | 2      | 1      | 0      | 1      | 2      | 3      | -1  |
| Coppa Italia Serie D | -     | 0       | 0       | 0       | 0       | 0       | 0       | 1            | 0            | 1            | 0            | 0            | 0            | 1      | 0      | 1      | 0      | 0      | 0      | 0   |
| Totale               | -     | 18      | 16      | 1       | 1       | 40      | 11      | 19           | 13           | 4            | 2            | 36           | 12           | 37     | 29     | 5      | 3      | 76     | 23     | +53 |

### Andamento in campionato
| Giornata  | 1 | 2 | 3 | 4 | 5 | 6 | 7 | 8 | 9 | 10 | 11 | 12 | 13 | 14 | 15 | 16 | 17 | 18 | 19 | 20 | 21 | 22 | 23 | 24 | 25 | 26 | 27 | 28 | 29 | 30 | 31 | 32 | 33 | 34 |
| --------- | - | - | - | - | - | - | - | - | - | -- | -- | -- | -- | -- | -- | -- | -- | -- | -- | -- | -- | -- | -- | -- | -- | -- | -- | -- | -- | -- | -- | -- | -- | -- |
| Luogo     | T | C | T | C | C | T | C | T | C | T  | C  | T  | C  | T  | C  | T  | C  | C  | T  | C  | T  | T  | C  | T  | C  | T  | C  | T  | C  | T  | C  | T  | C  | T  |
| Risultato | V | V | V | V | V | V | V | V | V | N  | V  | N  | V  | N  | V  | P  | V  | V  | V  | V  | V  | V  | V  | V  | V  | V  | V  | V  | V  | V  | N  | V  | V  | P  |
| Posizione | 2 | 2 | 1 | 1 | 1 | 1 | 1 | 1 | 1 | 1  | 1  | 1  | 1  | 1  | 1  | 1  | 1  | 1  | 1  | 1  | 1  | 1  | 1  | 1  | 1  | 1  | 1  | 1  | 1  | 1  | 1  | 1  | 1  | 1  |

Fonte:  Serie D – Classifica giornata, su transfermarkt.it.
Legenda:

Luogo: C = Casa; T = Trasferta. Risultato: V = Vittoria; N = Pareggio; P = Sconfitta.

### Statistiche dei giocatori
Sono in corsivo i calciatori che hanno lasciato la società a stagione in corso.
| Giocatore       | Serie D  | Serie D | Serie D     | Serie D    | Poule Scudetto Serie D | Poule Scudetto Serie D | Poule Scudetto Serie D | Poule Scudetto Serie D | Coppa Italia Serie D | Coppa Italia Serie D | Coppa Italia Serie D | Coppa Italia Serie D | Totale   | Totale | Totale      | Totale     |
| Giocatore       | Presenze | Reti    | Ammonizioni | Espulsioni | Presenze               | Reti                   | Ammonizioni            | Espulsioni             | Presenze             | Reti                 | Ammonizioni          | Espulsioni           | Presenze | Reti   | Ammonizioni | Espulsioni |
| --------------- | -------- | ------- | ----------- | ---------- | ---------------------- | ---------------------- | ---------------------- | ---------------------- | -------------------- | -------------------- | -------------------- | -------------------- | -------- | ------ | ----------- | ---------- |
| S. Baldassar    | 2        | 0       | 0           | 0          | 0                      | 0                      | 0                      | 0                      | 0                    | 0                    | 0                    | 0                    | 2        | 0      | 0           | 0          |
| C. Bani         | 5        | 0       | 0           | 0          | 0                      | 0                      | 0                      | 0                      | 1                    | 0                    | 0                    | 0                    | 6        | 0      | 0           | 0          |
| K. Bethers      | 31       | -19     | 3           | 0          | 2                      | -3                     | 0                      | 0                      | 1                    | -0                   | 0                    | 0                    | 34       | -22    | 3           | 0          |
| A. Boccia       | 21       | 0       | 3           | 0          | 2                      | 0                      | 0                      | 0                      | 0                    | 0                    | 0                    | 0                    | 23       | 0      | 3           | 0          |
| G. Bollati      | 0        | -0      | 0           | 0          | 0                      | -0                     | 0                      | 0                      | 0                    | -0                   | 0                    | 0                    | 0        | -0     | 0           | 0          |
| S. Buffa        | 6        | 0       | 1           | 0          | 0                      | 0                      | 0                      | 0                      | 0                    | 0                    | 0                    | 0                    | 6        | 0      | 1           | 0          |
| A. Castellini   | 33       | 0       | 1           | 0          | 2                      | 0                      | 0                      | 0                      | 1                    | 0                    | 1                    | 0                    | 36       | 0      | 2           | 0          |
| M. Chiarella    | 20       | 5       | 2           | 0          | 0                      | 0                      | 0                      | 0                      | 0                    | 0                    | 0                    | 0                    | 20       | 5      | 2           | 0          |
| G. Chinnici     | 1        | 0       | 0           | 0          | 0                      | 0                      | 0                      | 0                      | 1                    | 0                    | 0                    | 0                    | 2        | 0      | 0           | 0          |
| C. Corallo      | 0        | 0       | 0           | 0          | 0                      | 0                      | 0                      | 0                      | 0                    | 0                    | 0                    | 0                    | 0        | 0      | 0           | 0          |
| G. De Luca      | 29       | 8       | 4           | 1          | 2                      | 0                      | 0                      | 0                      | 0                    | 0                    | 0                    | 0                    | 31       | 8      | 4           | 1          |
| A. De Respinis  | 9        | 0       | 0           | 0          | 1                      | 0                      | 0                      | 0                      | 0                    | 0                    | 0                    | 0                    | 10       | 0      | 0           | 0          |
| O. Di Grazia    | 5        | 0       | 1           | 0          | 0                      | 0                      | 0                      | 0                      | 0                    | 0                    | 0                    | 0                    | 5        | 0      | 1           | 0          |
| M. Ferrara      | 6        | 0       | 1           | 0          | 0                      | 0                      | 0                      | 0                      | 0                    | 0                    | 0                    | 0                    | 6        | 0      | 1           | 0          |
| M. Forchignone  | 19       | 1       | 4           | 0          | 1                      | 0                      | 0                      | 0                      | 1                    | 0                    | 0                    | 0                    | 21       | 1      | 4           | 0          |
| G. Giovinco     | 19       | 3       | 2           | 0          | 1                      | 0                      | 1                      | 0                      | 1                    | 0                    | 0                    | 0                    | 21       | 3      | 3           | 0          |
| A. Groaz        | 4        | -1      | 0           | 0          | 0                      | -0                     | 0                      | 0                      | 0                    | -0                   | 0                    | 0                    | 4        | -1     | 0           | 0          |
| Jefferson       | 21       | 8       | 2           | 0          | 1                      | 0                      | 0                      | 0                      | 0                    | 0                    | 0                    | 0                    | 22       | 8      | 2           | 0          |
| G. Litteri      | 4        | 0       | 0           | 0          | 2                      | 1                      | 0                      | 0                      | 0                    | 0                    | 0                    | 0                    | 6        | 1      | 0           | 0          |
| F. Lodi         | 30       | 4       | 2           | 0          | 2                      | 0                      | 1                      | 0                      | 1                    | 0                    | 0                    | 0                    | 33       | 4      | 3           | 0          |
| F. Lorenzini    | 33       | 0       | 7           | 0          | 1                      | 0                      | 0                      | 1                      | 1                    | 0                    | 0                    | 0                    | 35       | 0      | 7           | 1          |
| D. Lubishtani   | 3        | 0       | 0           | 0          | 0                      | 0                      | 0                      | 0                      | 0                    | 0                    | 0                    | 0                    | 3        | 0      | 0           | 0          |
| M. Palermo      | 28       | 7       | 3           | 0          | 2                      | 1                      | 0                      | 0                      | 1                    | 0                    | 0                    | 0                    | 31       | 8      | 3           | 0          |
| D. Pappalardo   | 0        | 0       | 0           | 0          | 0                      | 0                      | 0                      | 0                      | 0                    | 0                    | 0                    | 0                    | 0        | 0      | 0           | 0          |
| A. Pedicone     | 5        | 0       | 0           | 0          | 2                      | 0                      | 0                      | 0                      | 0                    | 0                    | 0                    | 0                    | 7        | 0      | 0           | 0          |
| S. Pino         | 0        | 0       | 0           | 0          | 0                      | 0                      | 0                      | 0                      | 0                    | 0                    | 0                    | 0                    | 0        | 0      | 0           | 0          |
| L. Privitera    | 1        | 0       | 0           | 0          | 0                      | 0                      | 0                      | 0                      | 0                    | 0                    | 0                    | 0                    | 1        | 0      | 0           | 0          |
| F. Rapisarda    | 31       | 6       | 6           | 0          | 2                      | 0                      | 0                      | 0                      | 1                    | 0                    | 0                    | 0                    | 34       | 6      | 6           | 0          |
| G. Rizzo        | 31       | 3       | 5           | 0          | 2                      | 0                      | 1                      | 0                      | 1                    | 0                    | 0                    | 0                    | 34       | 3      | 6           | 0          |
| Al. Russotto    | 2        | 0       | 0           | 0          | 0                      | 0                      | 0                      | 0                      | 0                    | 0                    | 0                    | 0                    | 2        | 0      | 0           | 0          |
| An. Russotto    | 26       | 8       | 3           | 0          | 2                      | 0                      | 1                      | 0                      | 1                    | 0                    | 0                    | 0                    | 29       | 8      | 4           | 0          |
| M. Sarao        | 32       | 9       | 8           | 0          | 2                      | 0                      | 1                      | 0                      | 1                    | 0                    | 1                    | 0                    | 35       | 9      | 10          | 0          |
| V. Sarno        | 18       | 2       | 2           | 0          | 0                      | 0                      | 0                      | 0                      | 0                    | 0                    | 0                    | 0                    | 18       | 2      | 2           | 0          |
| G. Scognamiglio | 0        | 0       | 0           | 0          | 0                      | 0                      | 0                      | 0                      | 0                    | 0                    | 0                    | 0                    | 0        | 0      | 0           | 0          |
| M. Somma        | 24       | 1       | 3           | 0          | 0                      | 0                      | 0                      | 0                      | 0                    | 0                    | 0                    | 0                    | 24       | 1      | 3           | 0          |
| M. Vitale       | 30       | 6       | 6           | 1          | 2                      | 0                      | 1                      | 0                      | 1                    | 0                    | 0                    | 0                    | 33       | 6      | 7           | 1          |